# Eduardo Ferreirós Boullosa
Eduardo Ferreirós Boullosa fue vicepresidente del ramo del mar y secretario de organización de Pesca de la CNT de Carril, Villagarcía de Arousa. Fue asesinado el 23 de agosto de 1936 y su cuerpo abandonado al lado de la capilla de San Antoniño do Pousadoiro, parroquia de Cea, Villagarcía de Arousa, con extrema crueldad y junto a su compañero en la CNT y vecino, Julián Iglesias Del Río, presidente este último del sindicato de estibadores. Su cuerpo fue trasladado a la fosa común 490 del cementerio de Rubiáns.
En julio de 1933, Eduardo Ferreirós hacía ya un análisis de los problemas del marisqueo en el periódico El Pueblo Gallego:

«De aquel floreciente comercio, debido a la navegación mercante, de aquel incesante ir y venir de gentes, que tanto distingue a los pueblos marítimos, no queda nada desde hace años. Poco a poco fueron despojando a Carril primero las consignaciones, luego la Aduana, el Ayuntamiento, juzgado, hasta dejarle reducido a la nada».

«Al verse despojado del trabajo del puerto, hubieron de buscar un medio de vida propia, que encontraron en la exportación del marisco, ya existente aunque en pequeña cantidad, y en la actualidad este pueblo vive exclusivamente de ello. Pero nosotros, los pescadores, seguimos siendo los eternos paganos. Un sin número de campesinos de las aldeas, que por falta de trabajo en sus hogares se dedican a la pesca del marisco, vienen a Carril y ceden su mercancía al exportador a bajo precio, abaratando así los capturados por nosotros, y, por tanto, creándonos una grave situación». «Otro problema es la acotación que se viene haciendo de las playas; antiguamente no había más criaderos de marisco que los del canal entre Carril y Cortegada, hoy se extienden ya a norte y sur en grandes extensiones, y no es que lo apremie la necesidad de mejorar la posición del marisco, sino el afán de posesión, pues grandes viveros no producen nada».

Desde abril de 2004 un monolito y una placa recuerdan en el cementerio de Rubiáns su asesinato, junto a otras dieciséis personas más asesinadas también por el franquismo.